# Blue Mountains (Australien)
Die Blue Mountains (deutsch „Blaue Berge“) sind ein Gebirge im australischen Bundesstaat New South Wales, deren Ausläufer ca. 60 km westlich von Sydney beginnen. Große Teile der Blue Mountains wurden im Dezember 2000 vor allem wegen der Artenvielfalt der Eukalyptusbäume zum Weltnaturerbe der UNESCO erklärt. Die Blätter des Eukalyptus verdunsten das ätherische Eukalyptusöl, dessen feiner Nebel über den Bergen liegt. Neben der Rayleigh-Streuung ist dieser feine Nebel bei Tageslicht für die Blaufärbung verantwortlich die den Blue Mountains den Namen gab.
Geologisch handelt es sich bei den Blue Mountains um ein auch heute noch sichtbares Sandstein-Plateau, in das Flüsse tiefe Täler gegraben haben. Bewohnt waren sie seit mindestens 14.000 Jahren von Aborigines; seit 1813 werden sie auch von Europäern besiedelt. Um 1900 gab es Bergbau verschiedener Rohstoffe wie zum Beispiel Kohle; mittlerweile ist das Gebiet geschützt und wird touristisch genutzt – vor allem von Katoomba und dem Great Western Highway aus.

## Geographie und Klima
Das Gebirge der Blue Mountains ist Teil der Great Dividing Range und liegt westlich und nördlich der Metropolregion Sydney. Auf der Höhe des Great Western Highways beginnt es am Nepean River bei Penrith und hat einen Durchmesser von etwa 50 km; weiter nördlich reicht es fast an den Pazifischen Ozean und hat einen Durchmesser von 200 km. Die nördliche Begrenzung stellt das Hunter Valley dar; im Süden schließen sich die Southern Highlands rund um Goulburn an die Blue Mountains an. Von Norden nach Süden dehnen sich die Blue Mountains etwa 300 km aus.
In den zentralen Gebieten südlich und um Katoomba sind die Blue Mountains über 1.000 m hoch. Eine Vielzahl von Flüssen entspringt in den Blue Mountains, unter ihnen der Coxs River, der nördlich von Lithgow entspringt, dann aber im Süden die Blue Mountains durchquert und schließlich im Osten in den vom Warragamba-Damm gebildeten 40 km langen Stausee Burragorang mündet, der in den Nepean River abfließt. Dieser Stausee sichert 70 % der Wasserversorgung Sydneys. In denselben Fluss, der nun Hawkesbury River heißt, entwässert der Colo River, der im Norden der Blue Mountains entsteht, sowie der Grose River, der in den zentralen Blue Mountains entspringt. Die Vielzahl kleinerer Flüsse im Westen der Blue Mountains mündet in das Murray-Darling-Becken.
Die größte Stadt innerhalb des Gebirges der Blue Mountains ist Katoomba. Weitere Städte in dem Gebiet sind Hawkesbury, Lithgow und Oberon. Der Verwaltungsbezirk, die sogenannte City of Blue Mountains, hat 73.675 Einwohner (Volkszählung 2001).
Es herrscht ein gemäßigtes Klima; die Temperaturen variieren zwischen 0 und 3 °C im Winter; Schnee fällt nur selten und die Temperatur steigt im Sommer bis zu 30 °C.

## Geschichte

### Aborigines

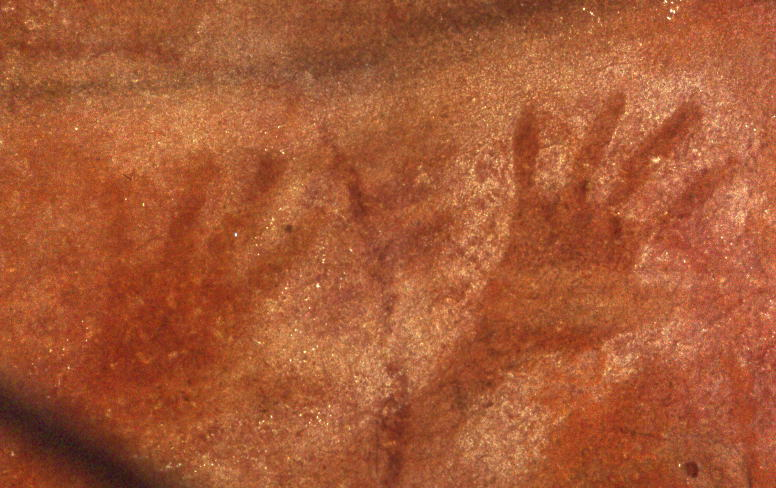
Handabdrücke, Glenbrook

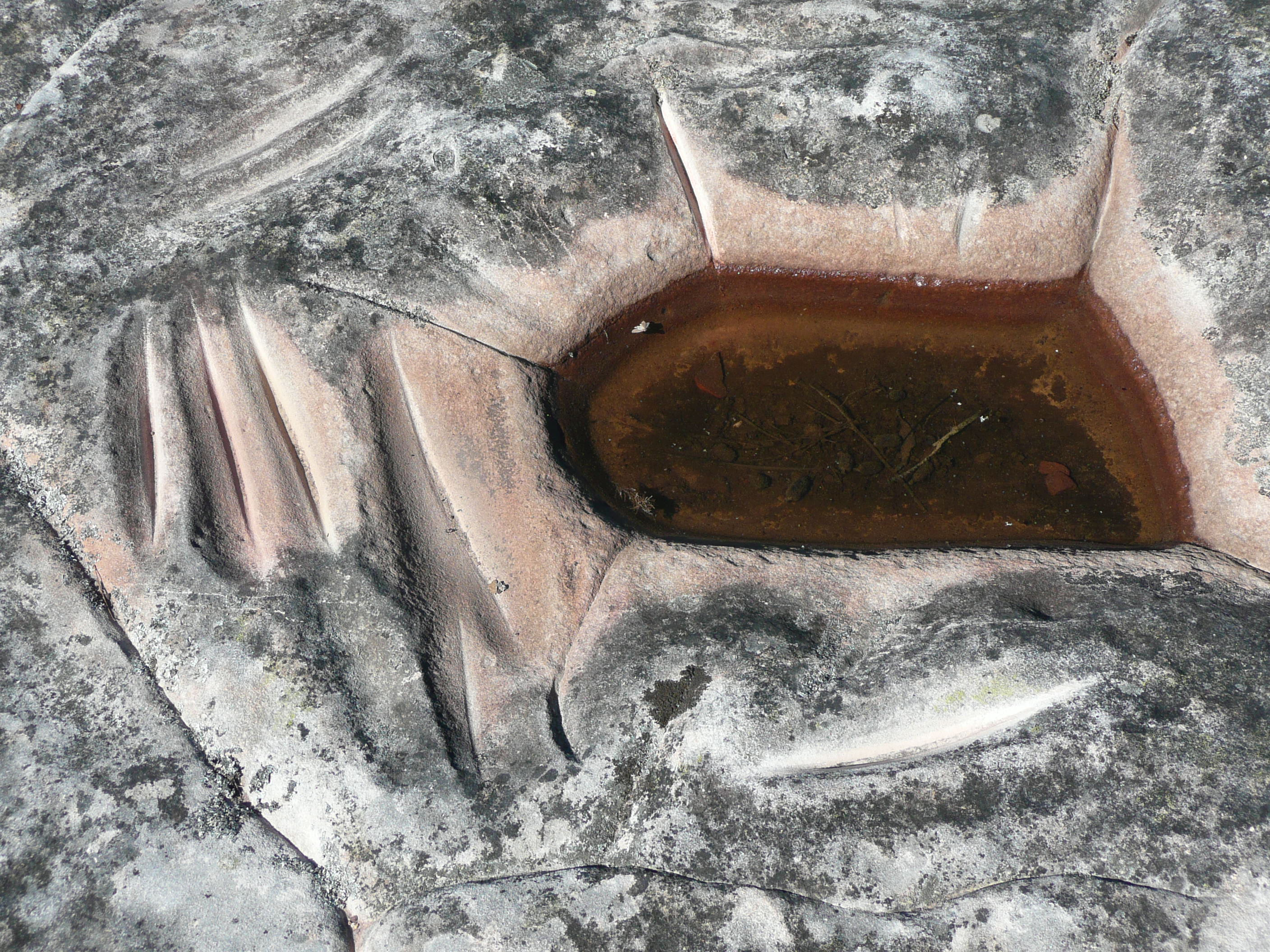
Schleifrillen, Wentworth Falls

Die Blue Mountains waren seit mindestens 14.000 Jahren von Aborigines bewohnt. Zu dieser Zeit des letzten Pleistozäns war es kälter als heutzutage; im Winter waren die Blue Mountains schneebedeckt. In Höhlen und Felsüberhängen, die guten Schutz boten, findet man darum Knochen und Steinwerkzeuge als Artefakte ihrer Besiedlung. Ein Fund, der auf 22.000 Jahre datiert wurde, ist umstritten. Unklar ist auch, ob die Blue Mountains permanent bewohnt waren oder nur zu bestimmten Jahreszeiten. 
Zum Bush Food der Aborigines dieser Gegend gehörten den archäologischen Funden entsprechend Kängurus, Wallabys, Wombats, Possums, Dingos, Eier, Fische und Reptilien sowie das Mark der Baumfarne und verschiedene Früchte. Wie auch in anderen Teilen Australiens gibt es Petroglyphen, Felsmalereien mit Ocker und Holzkohle – hier vor allem Handabdrücke – sowie Schleifrillen in Sandstein-Felsen, die vom Anschleifen der Schneiden von Steinbeilen oder Steinäxten herrühren. 
Erste Versuche der weißen Siedler, die Blue Mountains zu durchqueren, führten zu Berichten, wonach die Berge fast unbewohnt seien. Es ist unklar, ob sich die Aborigines versteckten, in anderen Teilen der Berge lebten oder wegen der Pockenepidemie in Australien 1789 in ihrer Anzahl stark reduziert worden waren. Sechs Sprachgruppen zählen die Blue Mountains zu ihrem Heimatgebiet: Dharawal im Südosten, Gundungurra im Süden; Wiradjuri im Westen; Wanaruah im fernen Norden, Darkinjung im Nordosten und Darug im Osten.

### Europäische Besiedlung

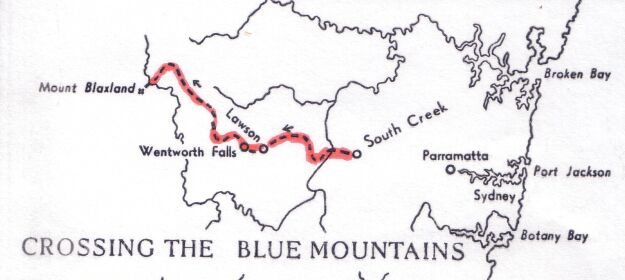
Weg der Blaxland-Expedition

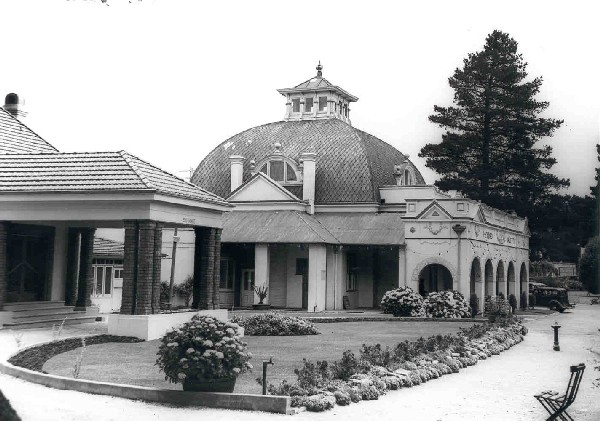
Das Hydro Majestic Casino, 1938; eines der frühen Luxus-Hotels

Als sich die 1788 gegründete Sträflingskolonie Australien von Sydney her mit der Ankunft freier Siedler ausbreitete, stellten die Blue Mountains bald eine zunächst unüberwindbare Barriere dar. Unter Gouverneur Lachlan Macquarie begannen die ersten Expeditionen, die versuchten, die Blue Mountains zu durchqueren, um weiteres Land zur Besiedlung zu erschließen. Basierend auf den Erfahrungen der ersten Entdecker, die seit 1793 das Gebiet erforschten – unter einer Reihe unbekannter und vergessener auch George Bass – gelang es 1813 schließlich Gregory Blaxland, William Charles Wentworth und William Lawson, als erste Europäer die Blue Mountains zu überqueren, und zwar auf derselben Route, auf der heute der Great Western Highway liegt (Blaxland-Expedition).
Ab 1814 wurde die erste Straße gebaut und die Besiedlung der Blue Mountains begann. William Lawson trieb als erster im Juli 1814 Rinder durch die Blue Mountains. 1823 fand Archibald Bell mit Hilfe von Aborigines einen zweiten Weg durch die Blue Mountains nördlich des Grose Rivers – die Bell’s Liner of Road; auch entlang dieses Weges begann bald die Besiedlung. Wegen des unwegsamen Geländes blieb die Siedlungsdichte allerdings sehr gering.
Die weitere Erschließung erfolgte mit dem Bau einer Eisenbahnstrecke, die ab 1867 entlang des Great Western Highways nach Mount Victoria führte und ab 1876 bis nach Bathurst reichte. Mit dieser Verkehrsanbindung an Sydney begann der Tourismus in den Blue Mountains: Die ersten Luxus-Hotels wurden in den 1880er Jahren erbaut; zahlreiche wohlhabende Bürger Sydneys bauten Wochenend-Häuser in den Bergen. Gleichzeitig wurden eine ganze Reihe von Wanderwegen eingerichtet. Nach 1900 entstanden auch preiswertere Unterkünfte, so dass Sydneys Mittelklasse ebenfalls Erholung in den Bergen suchte.
Statt Viehzucht und Getreideanbau wie in anderen Teilen New South Wales’ wurde neben dem Tourismus ein weiterer bedeutender Wirtschaftsfaktor der Gegend die Förderung von Kohle und Öl in den 1880er bis 1940er Jahren; allerdings war das Gebiet nicht so ergiebig wie das benachbarte Hunter Valley, weswegen die Minen nach und nach schlossen. Reste der Minen können heute noch insbesondere um Lithgow und in Katoomba besichtigt werden.

## Weltnaturerbe
Die Anfänge des Naturschutzes in den Blue Mountains reichen bis in das Jahr 1880 zurück, als ein Gebiet in Leura zum Naturschutzgebiet erklärt wurde. Treibende Kraft hinter der Errichtung der Nationalparks war der Wanderer und Naturschützer Myles Dunphy, der bereits 1922 einen Vorschlag für einen Greater Blue Mountains National Park einreichte. Wanderer vom Sydney Bush Walker's Club verhinderten 1932, dass der Blue Gum Forrest im Grose Valley abgeschlagen und in eine Walnuss-Plantage umgewandelt wurde, indem sie den Wald aufkauften.
1959 wurde mit dem Blue-Mountains-Nationalpark der erste Nationalpark in den Blue Mountains eingerichtet; als 1960 der Warragamba-Damm (Lake Burragorang) fertiggestellt wurde, der Sydneys Trinkwasserversorgung sicherstellt, wurde der Einzugsbereich in den Nationalpark integriert. Weitere Nationalparks folgten vor allem Ende der 1960er und 1970er Jahre.
Die seit 2000 in die Liste des Weltnaturerbes aufgenommene sogenannte Greater Blue Mountains World Heritage Area umfasst sieben Nationalparks sowie das Jenolan Caves Karst Conservation Reserve und erreicht damit insgesamt eine Fläche von 10.000 km².
Begründet wurde die Aufnahme als Welterbe mit dem Artenreichtum an Eukalypten, da 90 Arten und somit 13 Prozent der weltweit vorhandenen Arten sich im Welterbe befinden. Darüber hinaus führte der hohe Anteil an endemischen Arten (114) wie der Wollemia sowie einer Reihe seltener Arten zu dieser Entscheidung.
| Nationalpark/Reserve                                                                                   | Lage im Weltnaturerbe | Ansicht |
| --- | --------------------- | ------- |
| Blue-Mountains-Nationalpark · - 1.935.000 Besucher 1997 - Fläche: 2.470 km² - gegründet September 1959 |                       |         |
| Gardens-of-Stone-Nationalpark · - 5.000 Besucher 1997 - Fläche: 151 km² - gegründet 30. November 1994  |                       |         |
| Kanangra-Boyd-Nationalpark · - 40.000 Besucher 1997 - Fläche: 686 km² - gegründet 3. Dezember 1969     |                       |         |
| Nattai-Nationalpark · - 1.000 Besucher 1997 - Fläche: 489 km² - gegründet 13. Dezember 1991            |                       |         |
| Thirlmere-Lakes-Nationalpark · - 15.000 Besucher 1997 - Fläche: 6 km² - gegründet 7. April 1972        |                       |         |
| Wollemi-Nationalpark · - 80.000 Besucher 1997 - Fläche: 5.017 km² - gegründet 1979                     |                       |         |
| Yengo-Nationalpark · - 24.000 Besucher 1997 - Fläche: 1.634 km² - gegründet 11. März 1988              |                       |         |
| Jenolan Caves · - 265.000 Besucher 1997                                                                |                       |         |

Ebenfalls in den Blue Mountains – aber nicht zum Weltkulturerbe gehörend – befinden sich Goulburn-River-Nationalpark, Dharug-Nationalpark, Abercrombie-River-Nationalpark und der Tarlo-River-Nationalpark.

## Geologie

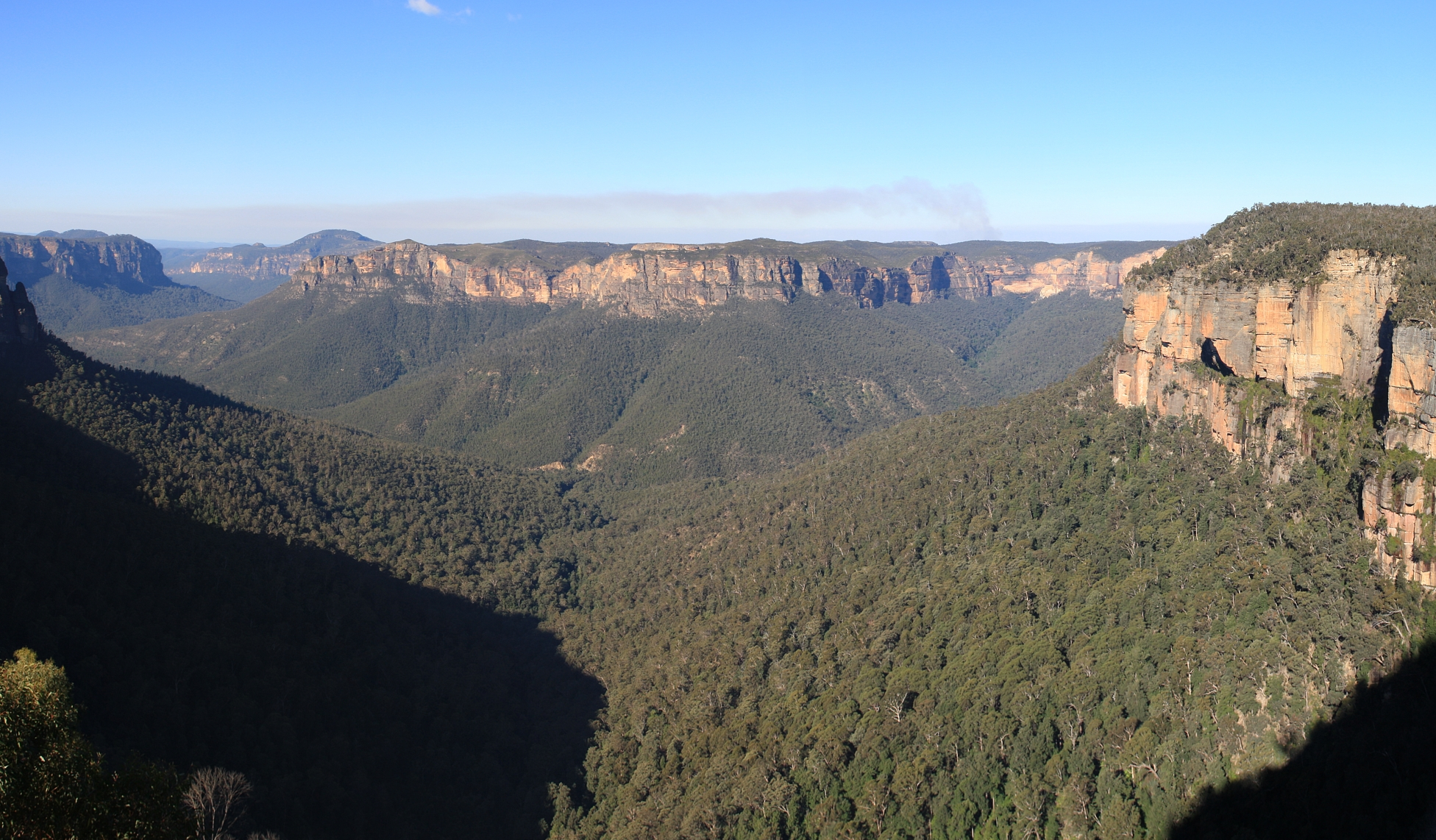
Deutlich sichtbar sind hier die Schneisen, die von Wasserläufen in den Sandstein geschliffen wurden.

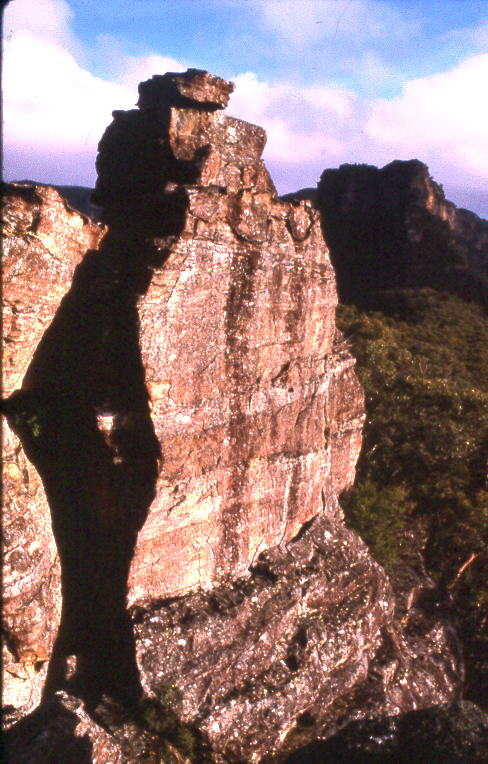
Felsen, der die verschiedenen Ablagerungsschichten zeigt.

Die ältesten Felsen stammen aus einer Zeit von vor 470 bis 330 Millionen Jahren, was dem Zeitalter des Devon und des Karbon entspricht. Zu dieser Zeit war Australien mit Antarktika zu Gondwana vereint. Diese Felsen waren gefaltet und gebrochen; Granit ist in ihnen eingelagert. Diese Schicht gehört zum Lachland Fold Belt und ist teilweise leicht metamorph. Sichtbar sind diese Felsen an der Oberfläche am Coxs River, wo sie wie runde Brocken aussehen.
Während des Perms und Trias vor 290 bis 230 Millionen Jahren war das Gebiet der heutigen Blue Mountains Teil des Sydneybeckens, einem geologischen Sedimentbecken, das auf dem Grund eines großen Süßwasser-Sees entstand. Am Boden des Sedimentbeckens befindet sich eine Schicht, die Kohle enthält. Darüber befinden sich drei Schichten Sandstein: Die Narrabeen Group befindet sich zuunterst; sie dominieren die Landschaft der westlichen Blue Mountains. Darüber lagerte der Hawkesbury-Sandstein, der vor allem im Osten zu sehen ist. Abschließend liegt die Wianamatta Group zuoberst: Diese Schicht ist weitgehend erodiert und nur noch in den zentralen Teilen der Blue Mountains vorhanden. Insgesamt war dieses Sedimentbecken bis zu 1000 m dick.
Vor 200 Millionen Jahren brach das Sydneybecken durch mehrere Gaseruptionen auf, wobei Gesteinstrümmer an die Oberfläche kamen und sich im Lauf der Zeit verfestigten. Dieses Gestein ist heute erodiert und hat mehrere kreisförmige Vertiefungen in Nord-Westen der Blue Mountains hinterlassen.
Das gesamte Gebiet der heutigen Blue Mountains wurde vor etwa 70 Millionen Jahren langsam über den Meeresspiegel angehoben und ist seither der Erosion durch Flüsse ausgesetzt, die im Laufe der Jahrmillionen tiefe Schluchten in die Plateaus geschnitten haben und nun weite Ausblicke auf die fast waagerecht liegenden Schichten der Sandsteine bieten. 
Das Blue-Mountains-Plateau steigt abrupt von der Cumberland-Ebene an der von Nord nach Süd verlaufenden Lapstone Monocline von einer Höhe von 150 Meter nahe Glenbrook zu den Kurrajong-Höhen auf 570 Meter über Meereshöhe an. Im Westen ist das Plateau am höchsten.
Mehrere Vulkanausbrüche fanden vor 14 bis 18 Millionen Jahren statt und hinterließen große Flächen mit Basalt, die heute noch auf den Gipfeln der Berge zu finden sind.

## Flora und Fauna

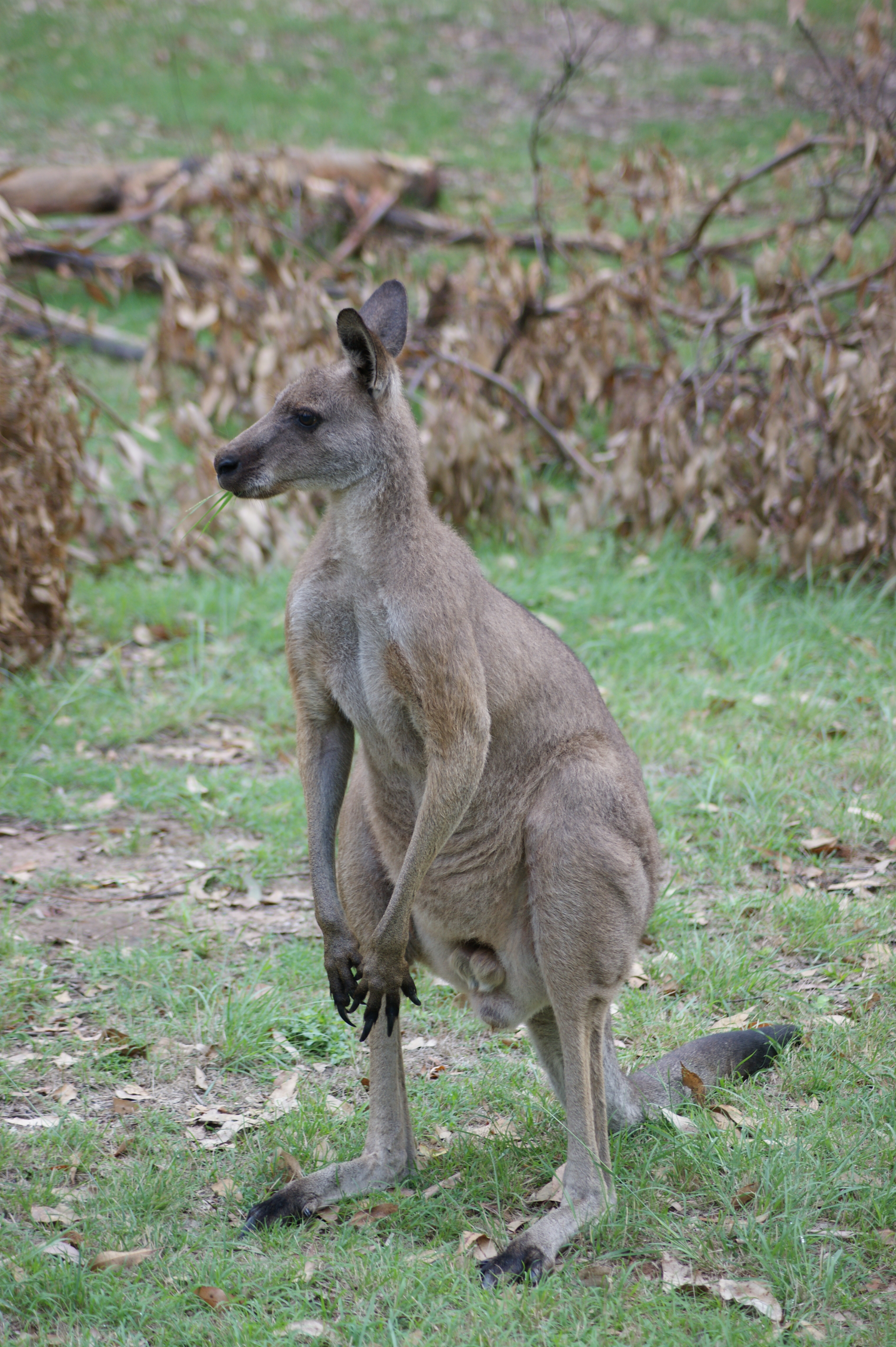
Westliches Graues Riesenkänguru in den Blue Mountains

Zur Tierwelt des Areals zählen 52 einheimische und 13 eingeführte Säugetierarten. Dominierend unter den größeren Arten sind verschiedene Kängurus, wie das Östliche Graue Riesenkänguru (Macropus giganteus), das Rotnackenwallaby, das Bergkänguru und das Bürstenschwanz-Felskänguru. Daneben sind die Beuteltiere durch Nacktnasenwombat, Koala, Riesenbeutelmarder, Riesengleitbeutler, den Mittleren Gleithörnchenbeutler (Petaurus norfolcensis), den Großen Gleithörnchenbeutler (Petaurus australis), den Hundskusu (Trichosurus caninus) und Kaninchenkängurus (Potorous tridactylus) vertreten. Zwei Arten von Kloakentieren, das Schnabeltier und der Kurzschnabeligel kommen im Gebiet vor. Darüber hinaus ist der Schutzgebiets-Komplex die Heimat von 265 Vogelarten, 63 Reptilienarten und 30 Froscharten.
Das größte Raubtier der Blue Mountains ist der Dingo, ein verwilderter Hund. Kürzlich wurde am Wollondilly River in den Blue Mountains eine Jagdmethode beobachtet, bei der vier Dingos ein Graues Riesenkänguru ins Wasser trieben, um es zu erlegen.
An wenigen feuchten Stellen gibt es Regenwälder, sonst dominiert Eukalyptus, von dem es hier 91 Arten gibt. Die Eukalyptusbewaldung ist sehr anfällig für Buschbrände; regelmäßig brennen große Teile des Waldes in den Blue Mountains.
Bekannt geworden ist die Wollemie (Wollemia nobilis), eine urtümliche Koniferenart, die nur hier vorkommt und deren Entdeckung im Jahr 1994 als einer der wichtigsten botanischen Funde des 20. Jahrhunderts gilt.

## Tourismus
Heute kann das Gebiet auf Routen mit Bussen befahren werden, die an Aussichtspunkten anhalten, an denen die Touristen an Haltepunkten ihrer Wahl aus- bzw. einsteigen können. In der Nähe von einer Aussichtsplattform bei Katoomba, dem sogenannten Echo-Point, unmittelbar in der Nähe der The Three Sisters, gibt es die Scenic Skyway, eine Seilbahn, die beim Transport von einem Hochplateau zum anderen über eine Schlucht unter anderem einen Ausblick auf die Three Sisters ermöglicht.
Sehenswert ist das riesige Kalksteinhöhlensystem der Jenolan Caves, die Zig Zag Railway, die in den 1860ern erbaute erste Eisenbahn über die Berge, sowie zahlreiche Wasserfälle.

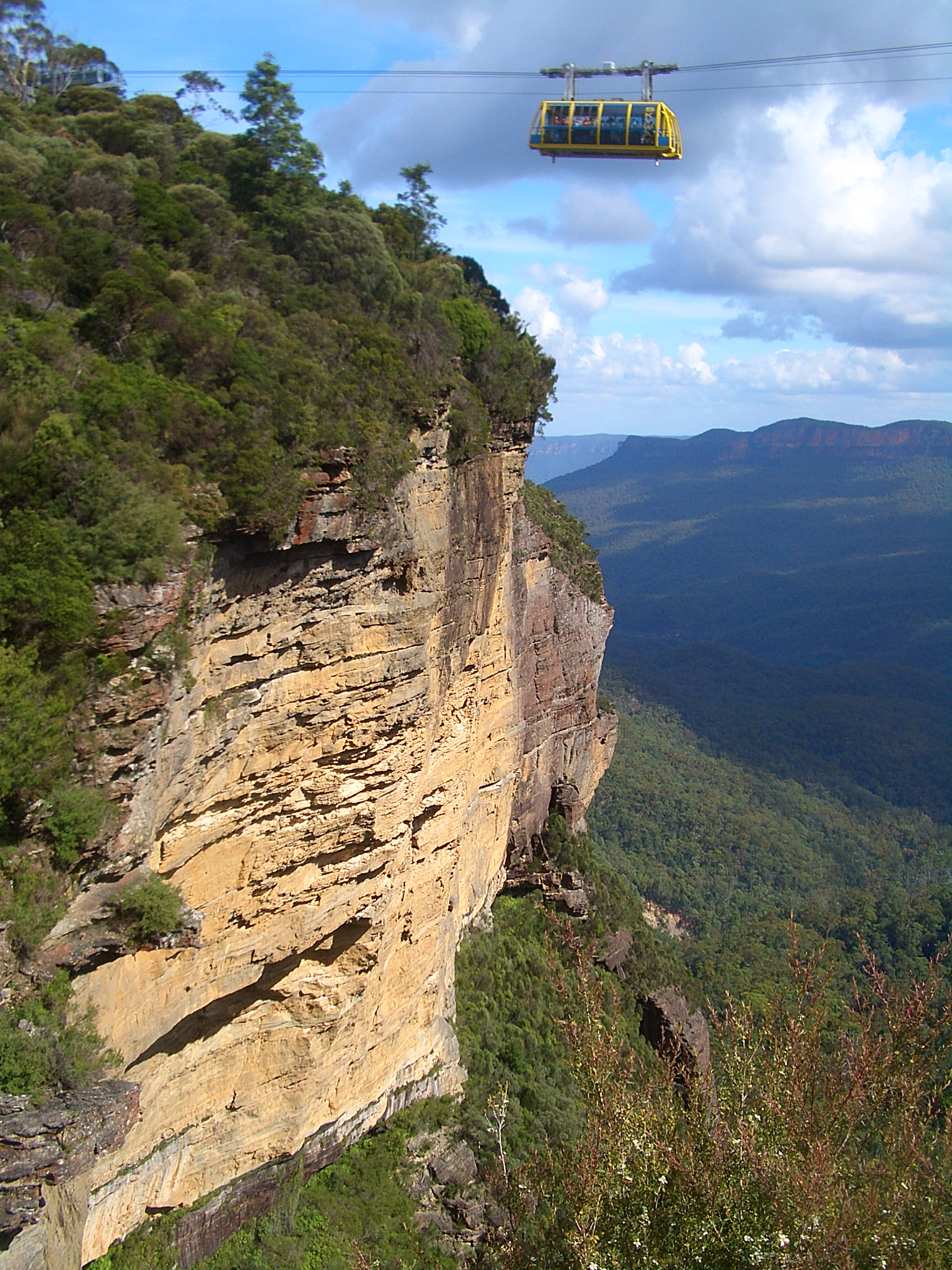
Scenic Skyway
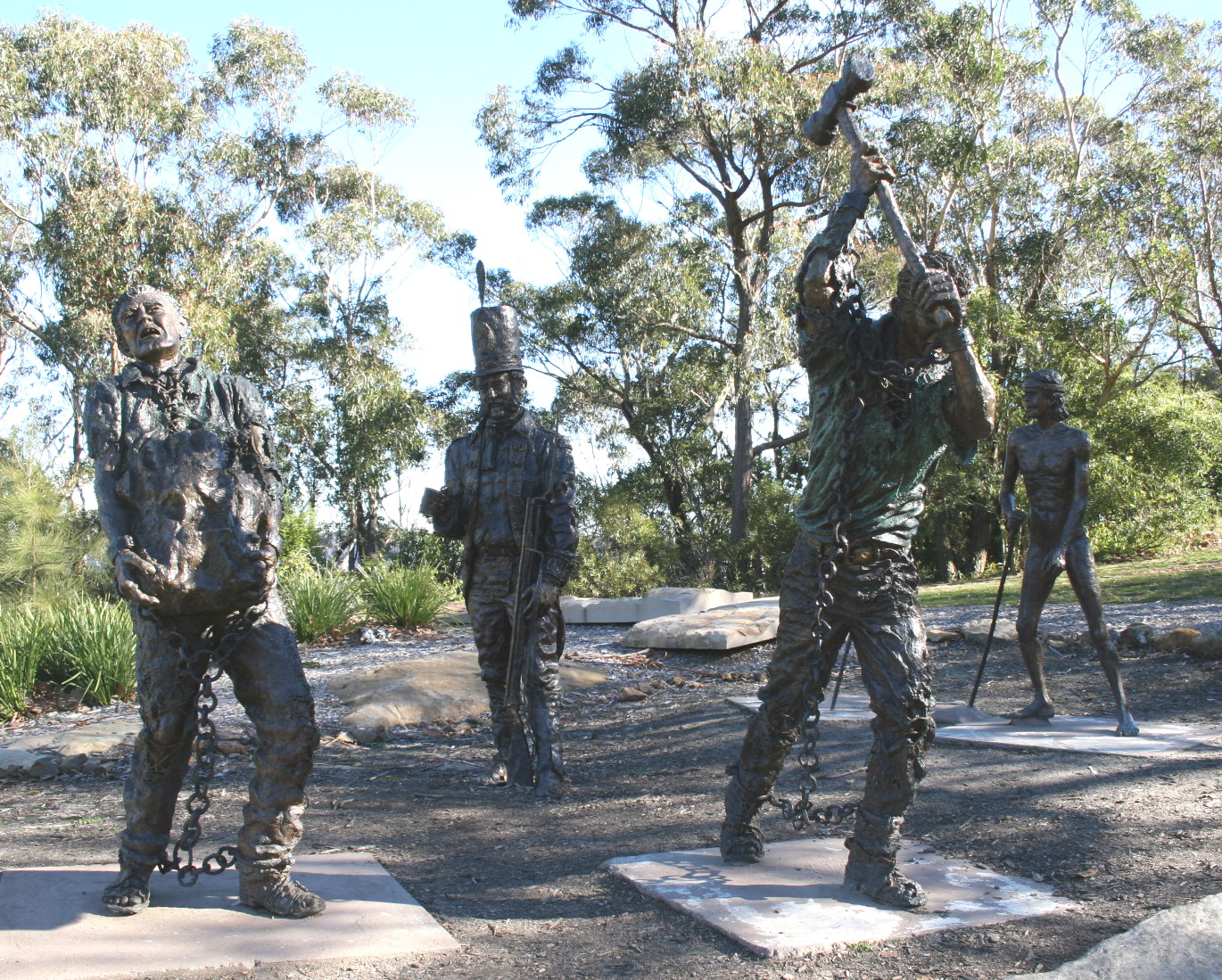
Lebensgroße Bronze-Plastiken der ersten Straßenbauer durch die Blue Mountains. Ort: Katoomba, unweit Echo-Point
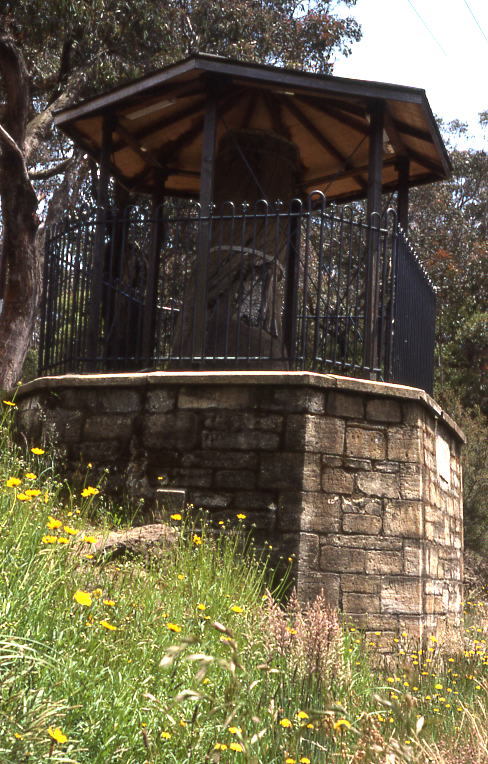
Explorer's Tree mit angeblichen Initialen der ersten Durchquerer der Blue Mountains; Beginn des Six Foot Track
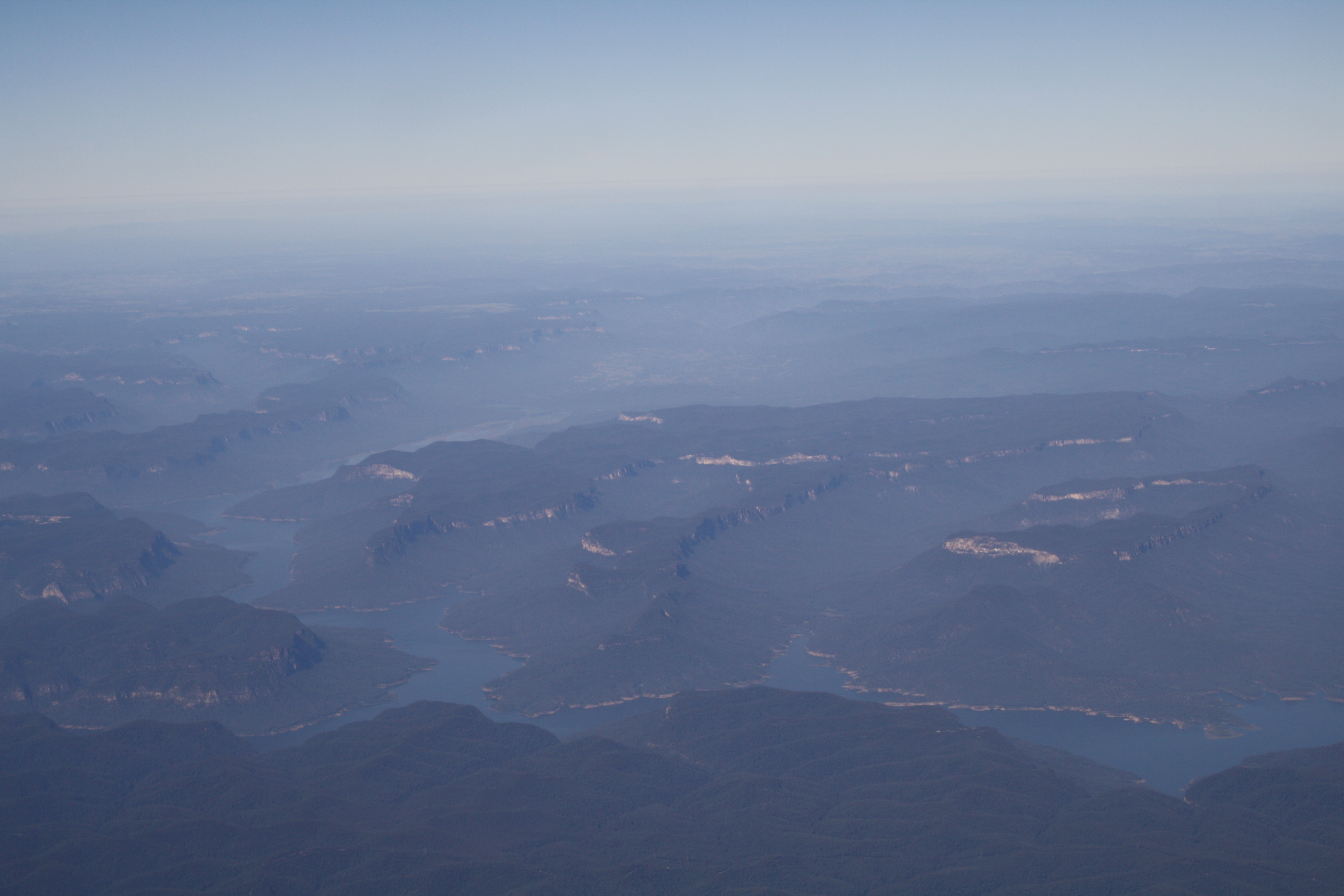
Luftaufnahme der Blue Mountains